# Allobates cepedai
Allobates cepedai (synoniem: Colostethus cepedai) is een kikkersoort uit de familie van de Aromobatidae. De wetenschappelijke naam van de soort is voor het eerst geldig gepubliceerd in 2002 door Victor Morales. De soortaanduiding cepedai is een eerbetoon aan Jorge Cepeda-Pizarro.
De soort is vooralsnog alleen waargenomen in Villavicencio, Meta, Colombia. Vermoedelijk ontwikkelen de larven zich in het water.